# Liste der Nummer-eins-Hits in Deutschland (2009)
Diese Liste enthält alle Nummer-eins-Hits in Deutschland im Jahr 2009. Es gab in diesem Jahr 15 Nummer-eins-Singles und 26 Nummer-eins-Alben.
Die Single- und Albumcharts werden von Media Control wöchentlich zusammengestellt. Sie berücksichtigen sowohl online Download-Käufe als auch den Verkauf physischer Tonträger (CDs). Auswertungszeitraum ist jeweils Freitag bis Donnerstag der nachfolgenden Woche. Am Dienstag darauf werden die Charts zunächst für die Musikindustrie bekannt gegeben, die offizielle Veröffentlichung erfolgt jeweils am Freitag darauf.

## Singles
| ← 2008 ← | Liste der Nummer-eins-Hits in Deutschland | Liste der Nummer-eins-Hits in Deutschland | Liste der Nummer-eins-Hits in Deutschland | 2010 →                    |
| \| Zeitraum \| Wo. ges. \| Interpret \| Titel Autor(en) \| Zusätzliche Informationen \| \| (Zeitraum, Wochen auf Platz eins, Interpret, Titel, Autor[en], zusätzliche Informationen) \| \| \| \| \| \| ----------------------------------------------------------------------------------------- \| -------- \| ---------------------------------- \| ------------------------------------------------------------------------------------------------------------------------------------------------------------------------------------------------------ \| ------------------------- \| \| 5. Dezember 2008 – 29. Januar 2009 8 Wochen \| 8 \| Katy Perry \| Hot n Cold Katy Perry, Lukasz Gottwald, Max Martin \| – \| \| 30. Januar 2009 – 5. März 2009 5 Wochen \| 5 \| James Morrison feat. Nelly Furtado \| Broken Strings Fraser Lance Thorneycroft Smith, James Morrison, Nina Sofia Marie Woodford \| – \| \| 6. März 2009 – 12. März 2009 1 Woche \| 1 \| Silbermond \| Irgendwas bleibt Thomas Stolle, Johannes Stolle, Stefanie Kloß, Andreas Jan Nowak \| – \| \| 13. März 2009 – 28. Mai 2009 11 Wochen (insgesamt 13) \| 13 \| Lady Gaga \| Poker Face Stefani Germanotta, Nadir Khayat \| – \| \| 29. Mai 2009 – 18. Juni 2009 3 Wochen \| 3 \| Daniel Schuhmacher \| Anything but Love Dieter Bohlen \| – \| \| 19. Juni 2009 – 2. Juli 2009 2 Wochen (insgesamt 13) \| 13 \| Lady Gaga \| Poker Face Stefani Germanotta, Nadir Khayat \| – \| \| 3. Juli 2009 – 27. August 2009 8 Wochen \| 8 \| Emilíana Torrini \| Jungle Drum Daniel de Mussenden Carey, Emilíana Torrini \| – \| \| 28. August 2009 – 1. Oktober 2009 5 Wochen \| 5 \| Marit Larsen \| If a Song Could Get Me You Marit Elisabeth Larsen, Kåre Christoffer Vestrheim \| – \| \| 2. Oktober 2009 – 8. Oktober 2009 1 Woche \| 1 \| Rammstein \| Pussy Richard Z. Kruspe, Paul Landers, Christoph Schneider, Till Lindemann, Christian Lorenz, Oliver Riedel \| – \| \| 9. Oktober 2009 – 15. Oktober 2009 1 Woche \| 1 \| David Guetta feat. Akon \| Sexy Bitch David Guetta, Jean-claude Sindres, Aliaune Thiam, Sandy Julien Wilhelm, Giorgio H. Tuinfort \| – \| \| 16. Oktober 2009 – 22. Oktober 2009 1 Woche \| 1 \| Lady Gaga \| Paparazzi Stefani Germanotta, Robert D. Fusari \| – \| \| 23. Oktober 2009 – 12. November 2009 3 Wochen (insgesamt 4) \| 4 \| Robbie Williams \| Bodies Craig Adam Russo, Brandon Christy, Robert Peter Williams \| – \| \| 13. November 2009 – 19. November 2009 1 Woche (insgesamt 3) \| 3 \| Ich + Ich \| Pflaster Annette Humpe, Stephan Düfel \| – \| \| 20. November 2009 – 26. November 2009 1 Woche (insgesamt 4) \| 4 \| Robbie Williams \| Bodies Craig Adam Russo, Brandon Christy, Robert Peter Williams \| – \| \| 27. November 2009 – 10. Dezember 2009 2 Wochen (insgesamt 3) \| 3 \| Ich + Ich \| Pflaster Annette Humpe, Stephan Düfel \| – \| \| 11. Dezember 2009 – 17. Dezember 2009 1 Woche \| 1 \| The Black Eyed Peas \| Meet Me Halfway Sylvia Gordon, William Adams, Jean Baptiste Kouamé, Stacy Ferguson, Jaime Gomez, Keith Harris, Allan Apll Pineda, Printz Board, Karen Lee Orzolek, Nicholas Joseph Zinner, Brian Chase \| – \| \| 18. Dezember 2009 – 24. Dezember 2009 1 Woche (insgesamt 2) \| 2 \| Aura Dione \| I Will Love You Monday (365) David Karl Åström, Viktoria Magdalena Sandström, Patrik Jan Berggren, Aura Marie Dione, Kenneth Lundgaard Bager, Per Ebdrup \| – \| \| 25. Dezember 2009 – 31. Dezember 2009 1 Woche (insgesamt 3) \| 3 \| Keri Hilson \| I Like David Jost, Robin Grubert \| – \| |                                           |                                           | |                           |
| ← 2008 |                                           |                                           | | → 2010 →                  |
| Zeitraum | Wo. ges.                                  | Interpret                                 | Titel Autor(en) | Zusätzliche Informationen |
| (Zeitraum, Wochen auf Platz eins, Interpret, Titel, Autor[en], zusätzliche Informationen) |                                           |                                           | |                           |
| 5. Dezember 2008 – 29. Januar 2009 8 Wochen | 8                                         | Katy Perry                                | Hot n Cold Katy Perry, Lukasz Gottwald, Max Martin | –                         |
| 30. Januar 2009 – 5. März 2009 5 Wochen | 5                                         | James Morrison feat. Nelly Furtado        | Broken Strings Fraser Lance Thorneycroft Smith, James Morrison, Nina Sofia Marie Woodford | –                         |
| 6. März 2009 – 12. März 2009 1 Woche | 1                                         | Silbermond                                | Irgendwas bleibt Thomas Stolle, Johannes Stolle, Stefanie Kloß, Andreas Jan Nowak | –                         |
| 13. März 2009 – 28. Mai 2009 11 Wochen (insgesamt 13) | 13                                        | Lady Gaga                                 | Poker Face Stefani Germanotta, Nadir Khayat | –                         |
| 29. Mai 2009 – 18. Juni 2009 3 Wochen | 3                                         | Daniel Schuhmacher                        | Anything but Love Dieter Bohlen | –                         |
| 19. Juni 2009 – 2. Juli 2009 2 Wochen (insgesamt 13) | 13                                        | Lady Gaga                                 | Poker Face Stefani Germanotta, Nadir Khayat | –                         |
| 3. Juli 2009 – 27. August 2009 8 Wochen | 8                                         | Emilíana Torrini                          | Jungle Drum Daniel de Mussenden Carey, Emilíana Torrini | –                         |
| 28. August 2009 – 1. Oktober 2009 5 Wochen | 5                                         | Marit Larsen                              | If a Song Could Get Me You Marit Elisabeth Larsen, Kåre Christoffer Vestrheim | –                         |
| 2. Oktober 2009 – 8. Oktober 2009 1 Woche | 1                                         | Rammstein                                 | Pussy Richard Z. Kruspe, Paul Landers, Christoph Schneider, Till Lindemann, Christian Lorenz, Oliver Riedel                                                                                            | –                         |
| 9. Oktober 2009 – 15. Oktober 2009 1 Woche | 1                                         | David Guetta feat. Akon                   | Sexy Bitch David Guetta, Jean-claude Sindres, Aliaune Thiam, Sandy Julien Wilhelm, Giorgio H. Tuinfort                                                                                                 | –                         |
| 16. Oktober 2009 – 22. Oktober 2009 1 Woche | 1                                         | Lady Gaga                                 | Paparazzi Stefani Germanotta, Robert D. Fusari | –                         |
| 23. Oktober 2009 – 12. November 2009 3 Wochen (insgesamt 4) | 4                                         | Robbie Williams                           | Bodies Craig Adam Russo, Brandon Christy, Robert Peter Williams | –                         |
| 13. November 2009 – 19. November 2009 1 Woche (insgesamt 3) | 3                                         | Ich + Ich                                 | Pflaster Annette Humpe, Stephan Düfel | –                         |
| 20. November 2009 – 26. November 2009 1 Woche (insgesamt 4) | 4                                         | Robbie Williams                           | Bodies Craig Adam Russo, Brandon Christy, Robert Peter Williams | –                         |
| 27. November 2009 – 10. Dezember 2009 2 Wochen (insgesamt 3) | 3                                         | Ich + Ich                                 | Pflaster Annette Humpe, Stephan Düfel | –                         |
| 11. Dezember 2009 – 17. Dezember 2009 1 Woche | 1                                         | The Black Eyed Peas                       | Meet Me Halfway Sylvia Gordon, William Adams, Jean Baptiste Kouamé, Stacy Ferguson, Jaime Gomez, Keith Harris, Allan Apll Pineda, Printz Board, Karen Lee Orzolek, Nicholas Joseph Zinner, Brian Chase | –                         |
| 18. Dezember 2009 – 24. Dezember 2009 1 Woche (insgesamt 2) | 2                                         | Aura Dione                                | I Will Love You Monday (365) David Karl Åström, Viktoria Magdalena Sandström, Patrik Jan Berggren, Aura Marie Dione, Kenneth Lundgaard Bager, Per Ebdrup                                               | –                         |
| 25. Dezember 2009 – 31. Dezember 2009 1 Woche (insgesamt 3) | 3                                         | Keri Hilson                               | I Like David Jost, Robin Grubert | –                         |

## Alben
| ← 2008 ← | Liste der Nummer-eins-Alben in Deutschland | Liste der Nummer-eins-Alben in Deutschland | Liste der Nummer-eins-Alben in Deutschland | 2010 →                    |
| \| Zeitraum \| Wo. ges. \| Interpret \| Titel \| Zusätzliche Informationen \| \| (Zeitraum, Wochen auf Platz eins, Interpret, Titel, zusätzliche Informationen) \| \| \| \| \| \| ------------------------------------------------------------------------------ \| -------- \| -------------------- \| ----------------------------- \| ------------------------- \| \| 26. Dezember 2008 – 22. Januar 2009 4 Wochen (insgesamt 6) \| 6 \| Herbert Grönemeyer \| Was muss muss – Best of \| – \| \| 23. Januar 2009 – 5. Februar 2009 2 Wochen \| 2 \| Adoro \| Adoro \| – \| \| 6. Februar 2009 – 19. Februar 2009 2 Wochen \| 2 \| Bruce Springsteen \| Working on a Dream \| – \| \| 20. Februar 2009 – 26. Februar 2009 1 Woche (insgesamt 4) \| 4 \| Peter Fox \| Stadtaffe \| – \| \| 27. Februar 2009 – 5. März 2009 1 Woche \| 1 \| Mando Diao \| Give Me Fire! \| – \| \| 6. März 2009 – 12. März 2009 1 Woche (insgesamt 4) \| 4 \| Peter Fox \| Stadtaffe \| – \| \| 13. März 2009 – 19. März 2009 1 Woche \| 1 \| U2 \| No Line on the Horizon \| – \| \| 20. März 2009 – 2. April 2009 2 Wochen (insgesamt 4) \| 4 \| Peter Fox \| Stadtaffe \| – \| \| 3. April 2009 – 16. April 2009 2 Wochen (insgesamt 3) \| 3 \| Silbermond \| Nichts passiert \| – \| \| 17. April 2009 – 23. April 2009 1 Woche \| 1 \| Andrea Berg \| Zwischen Himmel & Erde \| – \| \| 24. April 2009 – 30. April 2009 1 Woche (insgesamt 3) \| 3 \| Silbermond \| Nichts passiert \| – \| \| 1. Mai 2009 – 28. Mai 2009 4 Wochen \| 4 \| Depeche Mode \| Sounds of the Universe \| – \| \| 29. Mai 2009 – 4. Juni 2009 1 Woche \| 1 \| Green Day \| 21st Century Breakdown \| – \| \| 5. Juni 2009 – 18. Juni 2009 2 Wochen \| 2 \| Sportfreunde Stiller \| MTV Unplugged in New York \| – \| \| 19. Juni 2009 – 25. Juni 2009 1 Woche \| 1 \| Placebo \| Battle for the Sun \| – \| \| 26. Juni 2009 – 2. Juli 2009 1 Woche \| 1 \| a-ha \| Foot of the Mountain \| – \| \| 3. Juli 2009 – 9. Juli 2009 1 Woche \| 1 \| Daniel Schuhmacher \| The Album \| – \| \| 10. Juli 2009 – 27. August 2009 7 Wochen \| 7 \| Michael Jackson \| King of Pop \| – \| \| 28. August 2009 – 10. September 2009 2 Wochen \| 2 \| Jan Delay \| Wir Kinder vom Bahnhof Soul \| – \| \| 11. September 2009 – 17. September 2009 1 Woche \| 1 \| Whitney Houston \| I Look to You \| – \| \| 18. September 2009 – 24. September 2009 1 Woche \| 1 \| Pur \| Wünsche \| – \| \| 25. September 2009 – 1. Oktober 2009 1 Woche \| 1 \| Muse \| The Resistance \| – \| \| 2. Oktober 2009 – 15. Oktober 2009 2 Wochen \| 2 \| Madonna \| Celebration \| – \| \| 16. Oktober 2009 – 22. Oktober 2009 1 Woche \| 1 \| Tokio Hotel \| Humanoid \| – \| \| 23. Oktober 2009 – 29. Oktober 2009 1 Woche \| 1 \| Xavier Naidoo \| Alles kann besser werden \| – \| \| 30. Oktober 2009 – 12. November 2009 2 Wochen \| 2 \| Rammstein \| Liebe ist für alle da \| – \| \| 13. November 2009 – 19. November 2009 1 Woche \| 1 \| Bon Jovi \| The Circle \| – \| \| 20. November 2009 – 26. November 2009 1 Woche (insgesamt 2) \| 2 \| Robbie Williams \| Reality Killed the Video Star \| – \| \| 27. November 2009 – 31. Dezember 2009 5 Wochen \| 5 \| Ich + Ich \| Gute Reise \| – \| |                                            |                                            |                                            |                           |
| ← 2008 |                                            |                                            |                                            | → 2010 →                  |
| Zeitraum | Wo. ges.                                   | Interpret                                  | Titel                                      | Zusätzliche Informationen |
| (Zeitraum, Wochen auf Platz eins, Interpret, Titel, zusätzliche Informationen) |                                            |                                            |                                            |                           |
| 26. Dezember 2008 – 22. Januar 2009 4 Wochen (insgesamt 6) | 6                                          | Herbert Grönemeyer                         | Was muss muss – Best of                    | –                         |
| 23. Januar 2009 – 5. Februar 2009 2 Wochen | 2                                          | Adoro                                      | Adoro                                      | –                         |
| 6. Februar 2009 – 19. Februar 2009 2 Wochen | 2                                          | Bruce Springsteen                          | Working on a Dream                         | –                         |
| 20. Februar 2009 – 26. Februar 2009 1 Woche (insgesamt 4) | 4                                          | Peter Fox                                  | Stadtaffe                                  | –                         |
| 27. Februar 2009 – 5. März 2009 1 Woche | 1                                          | Mando Diao                                 | Give Me Fire!                              | –                         |
| 6. März 2009 – 12. März 2009 1 Woche (insgesamt 4) | 4                                          | Peter Fox                                  | Stadtaffe                                  | –                         |
| 13. März 2009 – 19. März 2009 1 Woche | 1                                          | U2                                         | No Line on the Horizon                     | –                         |
| 20. März 2009 – 2. April 2009 2 Wochen (insgesamt 4) | 4                                          | Peter Fox                                  | Stadtaffe                                  | –                         |
| 3. April 2009 – 16. April 2009 2 Wochen (insgesamt 3) | 3                                          | Silbermond                                 | Nichts passiert                            | –                         |
| 17. April 2009 – 23. April 2009 1 Woche | 1                                          | Andrea Berg                                | Zwischen Himmel & Erde                     | –                         |
| 24. April 2009 – 30. April 2009 1 Woche (insgesamt 3) | 3                                          | Silbermond                                 | Nichts passiert                            | –                         |
| 1. Mai 2009 – 28. Mai 2009 4 Wochen | 4                                          | Depeche Mode                               | Sounds of the Universe                     | –                         |
| 29. Mai 2009 – 4. Juni 2009 1 Woche | 1                                          | Green Day                                  | 21st Century Breakdown                     | –                         |
| 5. Juni 2009 – 18. Juni 2009 2 Wochen | 2                                          | Sportfreunde Stiller                       | MTV Unplugged in New York                  | –                         |
| 19. Juni 2009 – 25. Juni 2009 1 Woche | 1                                          | Placebo                                    | Battle for the Sun                         | –                         |
| 26. Juni 2009 – 2. Juli 2009 1 Woche | 1                                          | a-ha                                       | Foot of the Mountain                       | –                         |
| 3. Juli 2009 – 9. Juli 2009 1 Woche | 1                                          | Daniel Schuhmacher                         | The Album                                  | –                         |
| 10. Juli 2009 – 27. August 2009 7 Wochen | 7                                          | Michael Jackson                            | King of Pop                                | –                         |
| 28. August 2009 – 10. September 2009 2 Wochen | 2                                          | Jan Delay                                  | Wir Kinder vom Bahnhof Soul                | –                         |
| 11. September 2009 – 17. September 2009 1 Woche | 1                                          | Whitney Houston                            | I Look to You                              | –                         |
| 18. September 2009 – 24. September 2009 1 Woche | 1                                          | Pur                                        | Wünsche                                    | –                         |
| 25. September 2009 – 1. Oktober 2009 1 Woche | 1                                          | Muse                                       | The Resistance                             | –                         |
| 2. Oktober 2009 – 15. Oktober 2009 2 Wochen | 2                                          | Madonna                                    | Celebration                                | –                         |
| 16. Oktober 2009 – 22. Oktober 2009 1 Woche | 1                                          | Tokio Hotel                                | Humanoid                                   | –                         |
| 23. Oktober 2009 – 29. Oktober 2009 1 Woche | 1                                          | Xavier Naidoo                              | Alles kann besser werden                   | –                         |
| 30. Oktober 2009 – 12. November 2009 2 Wochen | 2                                          | Rammstein                                  | Liebe ist für alle da                      | –                         |
| 13. November 2009 – 19. November 2009 1 Woche | 1                                          | Bon Jovi                                   | The Circle                                 | –                         |
| 20. November 2009 – 26. November 2009 1 Woche (insgesamt 2) | 2                                          | Robbie Williams                            | Reality Killed the Video Star              | –                         |
| 27. November 2009 – 31. Dezember 2009 5 Wochen | 5                                          | Ich + Ich                                  | Gute Reise                                 | –                         |

## Jahreshitparaden
| ← 2008 ← | Liste der Jahres-Nummer-eins-Hits in Deutschland | Liste der Jahres-Nummer-eins-Hits in Deutschland | Liste der Jahres-Nummer-eins-Hits in Deutschland | 2010 →   |
| \| Singles \| Position# \| Alben \| \| -------------------------------------------------------------------------------------------------------------------------------------------------------------------- \| --------- \| ----------------------------------- \| \| Poker Face Lady Gaga Stefani Germanotta, Nadir Khayat \| 1 \| Stadtaffe Peter Fox \| \| Jungle Drum Emilíana Torrini Daniel de Mussenden Carey, Emilíana Torrini \| 2 \| King of Pop Michael Jackson \| \| Ayo Technology Milow Nathaniel Floyd Hills, Curtis James Jackson, Timothy Z. Mosley, Justin R. Timberlake \| 3 \| Nichts passiert Silbermond \| \| Stadt Cassandra Steen feat. Adel Tawil Musik: Florian Fischer, Sebastian Kirchner, Adel El Tawil, Paul Neumann, Marek Pompetzki; Text: Heike Kospach \| 4 \| The Fame Lady Gaga \| \| Dance with Somebody Mando Diao Gustaf Erik David Norén, Björn Hans-Erik Dixgård \| 5 \| Sounds of the Universe Depeche Mode \| \| Wire to Wire Razorlight Jonathan Edward Borrell \| 6 \| Funhouse Pink \| \| Irgendwas bleibt Silbermond Thomas Stolle, Johannes Stolle, Stefanie Kloß, Andreas Jan Nowak \| 7 \| Liebe ist für alle da Rammstein \| \| Heavy Cross Gossip Mary Beth Patterson, Nathan Howdeshell, Hannah Blilie \| 8 \| Adoro \| \| I Gotta Feeling The Black Eyed Peas Pierre David Guetta, Frederic Jean Riesterer, William Adams, Allan Apll Pineda, Jaime Gomez, Stacy Ferguson \| 9 \| 21st Century Breakdown Green Day \| \| When Love Takes Over David Guetta feat. Kelly Rowland Musik: Pierre David Guetta, Frederic Jean Riesterer; Text: Miriam Nervo, Olivia Nervo, Kelendria Trene Rowland \| 10 \| This Is the Life Amy Macdonald \| |                                                  |                                                  |                                                  |          |
| ← 2008 |                                                  |                                                  |                                                  | → 2010 → |
| Singles | Position#                                        | Alben                                            |                                                  |          |
| Poker Face Lady Gaga Stefani Germanotta, Nadir Khayat | 1                                                | Stadtaffe Peter Fox                              |                                                  |          |
| Jungle Drum Emilíana Torrini Daniel de Mussenden Carey, Emilíana Torrini | 2                                                | King of Pop Michael Jackson                      |                                                  |          |
| Ayo Technology Milow Nathaniel Floyd Hills, Curtis James Jackson, Timothy Z. Mosley, Justin R. Timberlake | 3                                                | Nichts passiert Silbermond                       |                                                  |          |
| Stadt Cassandra Steen feat. Adel Tawil Musik: Florian Fischer, Sebastian Kirchner, Adel El Tawil, Paul Neumann, Marek Pompetzki; Text: Heike Kospach | 4                                                | The Fame Lady Gaga                               |                                                  |          |
| Dance with Somebody Mando Diao Gustaf Erik David Norén, Björn Hans-Erik Dixgård | 5                                                | Sounds of the Universe Depeche Mode              |                                                  |          |
| Wire to Wire Razorlight Jonathan Edward Borrell | 6                                                | Funhouse Pink                                    |                                                  |          |
| Irgendwas bleibt Silbermond Thomas Stolle, Johannes Stolle, Stefanie Kloß, Andreas Jan Nowak | 7                                                | Liebe ist für alle da Rammstein                  |                                                  |          |
| Heavy Cross Gossip Mary Beth Patterson, Nathan Howdeshell, Hannah Blilie | 8                                                | Adoro                                            |                                                  |          |
| I Gotta Feeling The Black Eyed Peas Pierre David Guetta, Frederic Jean Riesterer, William Adams, Allan Apll Pineda, Jaime Gomez, Stacy Ferguson | 9                                                | 21st Century Breakdown Green Day                 |                                                  |          |
| When Love Takes Over David Guetta feat. Kelly Rowland Musik: Pierre David Guetta, Frederic Jean Riesterer; Text: Miriam Nervo, Olivia Nervo, Kelendria Trene Rowland | 10                                               | This Is the Life Amy Macdonald                   |                                                  |          |